# Mošnov
Mošnov település Csehországban, Nový Jičín-i járásban. Mošnov Petřvald, Studénka, Trnávka, Bartošovice, Albrechtičky, Sedlnice és Skotnice településekkel határos. Lakosainak száma 758 fő (2024. január 1.).

## Népesség
A település lakosságának változását az alábbi diagram mutatja:
| Lakosok száma | 789  | 833  | 859  | 916  | 776  | 688  | 756  | 738  | 749  | 758  |
|               | 1869 | 1900 | 1921 | 1961 | 1980 | 2011 | 2016 | 2019 | 2021 | 2024 |